# 新中國 (電影)
《新中国》（羅馬化：Osvobozhdyonnyy Kitay）是1950年由谢尔盖·格拉西莫夫执导的紀錄片。本片进入了1951年戛纳电影节。